# Filippo Salviati
Filippo Salviati (Firenze, 28 gennaio 1583 – Barcellona, 22 marzo 1614) è stato uno scienziato italiano.

## Biografia
Appartenente a una delle più ricche e influenti famiglie fiorentine, i Salviati, Filippo rimase orfano giovanissimo e fu allevato dallo zio Antonio che volle avviarlo alla cura degli interessi finanziari della famiglia che Filippo abbandonò per dedicarsi allo studio della matematica e della fisica.
Accademico della Crusca nel 1610 e dei Lincei nel 1612, fu amico e forse allievo di Galilei, che gli dedicò nel 1613 l'Istoria e dimostrazioni intorno alle macchie solari che fu scritta nella villa del Salviati, a Lastra a Signa, villa delle Selve, di proprietà della famiglia, dove ospitò il suo amico Galileo Galilei. Trasferitosi in Spagna, forse per una non risolta questione d'onore con Bernadetto de' Medici, morì nel 1614 a Barcellona.
La fama di Filippo Salviati oggi è legata soprattutto alla scelta di Galileo di immaginarlo tra i protagonisti del suo Dialogo sopra i due massimi sistemi del mondo, nella qualità di difensore del sistema copernicano. A suo tempo fu noto in Italia ed Europa per la sua dottrina e per le matematiche.